# 103-я гвардейская воздушно-десантная дивизия
103-я гвардейская воздушно-десантная ордена Ленина, Краснознамённая, ордена Кутузова дивизия имени 60-летия СССР — тактическое соединение Воздушно-десантных войск СССР.
Сокращённое наименование — 103-я гв. вдд. 
В 1992 году переформирована в 103-ю отдельную гвардейскую воздушно-десантную бригаду Сил специальных операций Республики Беларусь.

## История формирования

### Великая Отечественная война
Дивизия сформирована в 1946 году, в результате переформирования 103-й гв. стрелковой дивизии.
18 декабря 1944 года на основании приказа Ставки Верховного главнокомандования на базе 13-й гвардейской воздушно-десантной дивизии начала формироваться 103-я гвардейская стрелковая дивизия.
Формирование дивизии проходило в г.Быхове Могилёвской области Белорусской ССР. Сюда дивизия прибыла из прежнего места дислокации — г.Тейково Ивановской области РСФСР. Почти все офицеры дивизии имели значительный боевой опыт. Многие из них десантировались в тыл немцев в сентябре 1943 года в составе 3-й гвардейской воздушно-десантной бригады, обеспечивая нашим войскам форсирование Днепра.
К началу января 1945 года части дивизии были полностью укомплектованы личным составом, оружием, боевой техникой (днём рождения 103-й гвардейской воздушно-десантной дивизии принято считать 1 января 1945 года).
15 января 1945 года дивизия погрузилась в железнодорожные эшелоны и отправилась на запад.
Участвовала в боевых действиях в районе озера Балатон в ходе Венской наступательной операции.
1 мая личному составу был зачитан Указ Президиума Верховного Совета СССР от 26 апреля 1945 года о награждении дивизии орденами Красного Знамени и Кутузова 2-й степени. 317-й и 324-й гвардейские стрелковые полки дивизии награждались орденами Александра Невского, а 322-й гвардейский стрелковый полк — орденом Кутузова 2-й степени.
12 мая части дивизии вступили в чехословацкий город Тржебонь, в окрестностях которого и расположились лагерем, приступив к плановой боевой подготовке. На этом участие дивизии в боях против фашизма было закончено. За всё время боевых действий дивизия уничтожила более 10 тысяч гитлеровцев, захватила в плен около 6 тысяч солдат и офицеров.
За проявленный героизм 3521 военнослужащий дивизии был награждён орденами и медалями, а пятерым гвардейцам присвоены звания Героя Советского Союза.

### Послевоенный период
К 9 мая 1945 года дивизия сосредоточилась вблизи г.Сегед (Венгрия), где находилась до конца года. К 10 февраля 1946 года она прибыла на место новой дислокации в лагерь Сельцы Рязанской области.
3 июня 1946 года в соответствии с постановлением Совета Министров СССР дивизия была переформирована в 103-ю гвардейскую Краснознамённую ордена Кутузова 2-й степени воздушно-десантную и имела следующий состав:
- Управление и штаб дивизии
- 317-й гвардейский ордена Александра Невского парашютно-десантный полк
- 322-й гвардейский ордена Кутузова парашютно-десантный полк
- 39-й гвардейский Краснознамённый ордена Суворова II степени парашютно-десантный полк
- 15-й гвардейский артиллерийский полк
- 116-й отдельный гвардейский истребительно-противотанковый артиллерийский дивизион
- 105-й отдельный гвардейский зенитно-артиллерийский дивизион
- 572-й отдельный Келецкий Краснознамённый самоходный дивизион
- отдельный гвардейский учебный батальон
- 130-й отдельный сапёрный батальон
- 112-я отдельная гвардейская разведывательная рота
- 13-я отдельная гвардейская рота связи
- 274-я авторота подвоза
- 245-я полевая хлебопекарня
- 6-я отдельная рота десантного обеспечения
- 175-я отдельная медико-санитарная рота

С 5 августа 1946 года личный состав приступил к боевой подготовке по плану воздушно-десантных войск. Вскоре дивизия была передислоцирована в город Полоцк.
В 1955—1956 годах была расформирована 114-я гвардейская Венская Краснознамённая воздушно-десантная дивизия, которая дислоцировалась в районе станции Боровуха Полоцкого района. Два её полка — 350-й гвардейский Краснознамённый ордена Суворова 3-й степени парашютно-десантный полк и 357-й гвардейский Краснознамённый ордена Суворова 3-й степени парашютно-десантный полк — вошли в состав 103-й гвардейской воздушно-десантной дивизии. 322-й гвардейский ордена Кутузова 2-й степени парашютно-десантный полк и 39-й гвардейский Краснознамённый ордена Суворова 2-й степени парашютно-десантный полк, до того входившие в состав 103-й воздушно-десантной дивизии, также были расформированы.
В соответствии с директивой Генерального штаба от 21 января 1955 года № орг/2/462396 в целях улучшения организации воздушно-десантных войск к 25 апреля 1955 года в 103-й дивизии осталось 2 полка. Был расформирован 322-й полк.
В связи с переводом гвардейских воздушно-десантных дивизий на новую организационно-штатную структуру и увеличением их численности были сформированы в составе 103-й дивизии:
- 133-й отдельный истребительно-противотанковый артиллерийский дивизион (численностью 165 человек) — использован один из дивизионов 1185-го артиллерийского полка 11-й гвардейской воздушно-десантной дивизии. Пункт дислокации — город Витебск.
- 50-й отдельный воздухоплавательный отряд (численностью 73 человека) — использованы воздухоплавательные звенья полков 103-й гвардейской воздушно-десантной дивизии. Пункт дислокации — город Витебск.

4 марта 1955 года вышла Директива Генерального штаба, об упорядочении нумерации войсковых частей. Согласно ей 30 апреля 1955 года был изменён порядковый номер у 572-го отдельного самоходного артиллерийского дивизиона 103-й дивизии на 62-й.
29 декабря 1958 года на основании приказа Министра обороны СССР № 0228 7 отдельных военно-транспортных авиационных эскадрилий (овтаэ) самолётов Ан-2 ВТА (по 100 человек) переданы в состав воздушно-десантных войск. Согласно этому приказу 6 января 1959 года Директивой Командующего воздушно-десантными войсками в 103-ю дивизию передана 210-я отдельная военно-транспортная авиационная эскадрилья (210-я овтаэ).
21 августа 103-я дивизия участвовала во вторжении в Чехословакию и находилась в Чехословакии по 20 октября 1968 года.

### Участие в крупных военных учениях
103-я гв. вдд участвовала в следующих крупных учениях:
- 1970 год — дивизия участвовала на учениях «Братство по оружию», которые проводились в ГДР;
- 1972 год — приняла участие в проведении учений «Щит-72»;
- 1975 год — подразделения дивизии первыми в Воздушно-десантных войсках СССР совершили парашютные прыжки из скоростных самолётов Ан-22 и Ил-76
- 1975 год — Весна-75
- 1976 год — Авангард-76
- 1978 год — общевойсковые учения «Березина», в которых принимала участие и 103-я дивизия. Впервые полк в полном составе (350-й полк) с техникой и вооружением десантировались с самолётов Ил-76. Действия десантников на учениях были высоко оценены высшим военным командованием.

### Участие в Афганской войне

#### Боевая деятельность дивизии
|                                         |                                             |                                         |
| Церемония награждения офицеров на плацу | Подразделение на операции в афганских горах | Колонна идёт по горной афганской дороге |

25 декабря 1979 года части дивизии воздушным способом пересекли советско-афганскую границу и вошли в состав Ограниченного контингента Советских войск в Афганистане.
На протяжении всего срока пребывания на афганской земле дивизия принимала активное участие в различных по масштабу войсковых операциях.
За успешное выполнение поставленных боевых задач в Республике Афганистан, 103-я дивизия была награждена высшей государственной наградой СССР — Орденом Ленина.
Первой боевой задачей, поставленной перед 103-й дивизией, стала операция «Байкал-79» по захвату важных объектов в Кабуле. Планом операции предусматривался захват 17 важнейших объектов в афганской столице. Среди них — здания министерств, штабов, тюрьма для политзаключённых, радиоцентр и телецентр, почта и телеграф. Одновременно планировалось блокировать располагавшиеся в афганской столице штабы, воинские части и соединения Вооружённых сил ДРА силами десантников и прибывающими в Кабул подразделениями 108-й мотострелковой дивизии.
Из Афганистана части дивизии выходили одними из последних. 7 февраля 1989 года пересекли Государственную границу СССР: 317-й гвардейский парашютно-десантный полк — 5 февраля, Управление дивизией, 357-й гвардейский парашютно-десантный полк и 1179-й артиллерийский полк. 350-й гвардейский парашютно-десантный полк был выведен 12 февраля 1989 года.
Группировка под командованием гвардии подполковника Войтко В. М., основу которой составлял усиленный 3-й парашютно-десантный батальон 357-го полка (командир гвардии майор Болтиков В. В.), с конца января по 14 февраля находилась на охране Кабульского аэропорта.
В начале марта 1989 года весь личный состав дивизии возвратился на место прежней дислокации в Белорусской ССР.

#### Награды за участие в Афганской войне
За время афганской войны 11 тысяч офицеров, прапорщиков, солдат и сержантов, служивших в дивизии, награждены орденами и медалями:
- орденом Ленина — 16,
- орденом Красного Знамени — 138,
- орденом Красной Звезды — 3277,
- медалью «За отвагу» — 3891,
- медалью «За боевые заслуги» — 2902.

На боевом знамени дивизии к орденам Красного Знамени и Кутузова 2-й степени в 1980 году прибавился орден Ленина.

#### Герои Советского Союза103-й гвардейской воздушно-десантной дивизии
За мужество и героизм, проявленные при оказании интернациональной помощи Республике Афганистан, Указами Президиума Верховного Совета СССР, были удостоены звания Герой Советского Союза следующие военнослужащие 103-й дивизии:
- Чепик Николай Петрович. Сайт «Герои страны». — 28 апреля 1980 года (посмертно)
- Мироненко Александр Григорьевич. Сайт «Герои страны». — 28 апреля 1980 года (посмертно)
- Исрафилов Абас Исламович. Сайт «Герои страны». — 26 декабря 1990 года (посмертно)
- Слюсарь Альберт Евдокимович. Сайт «Герои страны». — 15 ноября 1983 года
- Солуянов Александр Петрович. Сайт «Герои страны». — 23 ноября 1984 года
- Корявин Александр Владимирович. Сайт «Герои страны». — 25 октября 1985 года (посмертно)
- Задорожный Владимир Владимирович. Сайт «Герои страны». — 25 октября 1985 года (посмертно)
- Грачёв Павел Сергеевич. Сайт «Герои страны». — 5 мая 1988 года

#### Состав 103-й дивизии
Во время войны в Афганистане в состав дивизии входили следующие воинские части:
- Управление дивизии
- 317-й гвардейский парашютно-десантный полк
- 350-й гвардейский парашютно-десантный полк
- 357-й гвардейский парашютно-десантный полк
- 1179-й гвардейский Краснознамённый артиллерийский полк
- 62-й отдельный танковый батальон
- 742-й отдельный гвардейский батальон связи
- 105-й отдельный зенитно-ракетный дивизион
- 20-й отдельный ремонтный батальон
- 130-й отдельный гвардейский инженерно-сапёрный батальон
- 1388-й отдельный батальон материального обеспечения
- 175-й отдельный медицинский батальон
- 80-я отдельная гвардейская разведывательная рота

Примечание:
1. в связи с необходимостью усиления частей дивизии 62-й отдельный самоходный артиллерийский дивизион имевший на вооружении устаревшие самоходные артиллерийские установки АСУ-85, в 1985 году был переформирован в 62-й отдельный танковый батальон и получил на вооружение танки Т-55АМ. С выводом войск данная воинская часть была расформирована;
2. с 1982 года в линейных полках дивизии все БМД-1 были заменены на более защищённые и мощные по вооружению БМП-2, обладающие большим моторесурсом;
3. за ненадобностью во всех полках были расформированы роты десантного обеспечения;
4. 609-й отдельный батальон десантного обеспечения в Афганистан в декабре 1979 года не вводился.

### Дивизия в период после вывода из Афганистана и до распада СССР

#### Командировка в Закавказье
В январе 1990 года в связи со сложной обстановкой в Закавказье, от Советской армии были переподчинены Пограничным войскам КГБ СССР 103-я гвардейская воздушно-десантная дивизия и 75-я мотострелковая дивизия ЗакВО. В боевую задачу указанным соединениям поставили усиление отрядов пограничных войск охраняющих государственную границу СССР с Ираном и Турцией. В подчинении ПВ КГБ СССР соединения находились в период с 4 января 1990 года по 28 августа 1991 года.

При этом из состава 103-й дивизии были исключены 1179-й артиллерийский полк дивизии, 609-й отдельный батальон десантного обеспечения и 105-й отдельный зенитно-ракетный дивизион.
103-й дивизией в составе Пограничных войск КГБ СССР командовал генерал-майор Бочаров Евгений Михайлович.
Переподчинение дивизии в другое ведомство вызвало неоднозначные оценки в руководстве ВС СССР:

— Надо сказать, что 103-я дивизия одна из самых заслуженных в воздушно-десантных войсках. У неё славная история, относящаяся к временам Великой Отечественной войны. Никогда и нигде дивизия не уронила своего достоинства и в послевоенное время. В ней стойко жили славные боевые традиции. Наверное, поэтому в декабре 1979 года дивизия в. числе первых вошла в Афганистан и в числе последних в феврале 1989 года его оставила. Офицеры и солдаты дивизии четко выполнили свой долг перед Родиной. На протяжении этих девяти лет дивизия почти непрерывно дралась. Сотни и тысячи её военнослужащих были награждены правительственными наградами, более десяти человек удостоены звания Героя Советского Союза, в том числе генералы: А. Е. Слюсарь, П. С. Грачев, подполковник А. П. Солуянов. Это была нормальная, крутая воздушно-десантная дивизия, которой палец в рот не клади. По завершении войны в Афганистане дивизия вернулась в родной Витебск, по сути дела, к разбитому корыту. Почти за десять лет много воды утекло. Был передан в другие части казарменный жилой фонд. Разграблены и серьёзно обветшали полигоны. Дивизию на родной стороне встретила картина, напоминающая, по меткому выражению генерала Д. С. Сухорукова, «старое деревенское кладбище с покосившимися крестами». Перед дивизией (только что вышедшей из боев) встала непробиваемая стена социальных проблем. Нашлись «умные головы», которые, используя нарастающее в обществе напряжение, предложили нестандартный ход — передать дивизию в Комитет государственной безопасности. Нет дивизии — нет проблем. И… передали, создав ситуацию, когда дивизия стала уже не «вэдэвэшной», но ещё и не «кэгэбэшной». То есть стала вообще никому не нужна. «Вы съели двух кроликов, я ни одного, но в среднем — по одному». Боевых офицеров превратили в клоунов. Фуражки зеленые, погоны зеленые, тельняшки голубые, символика на фуражках, погонах и груди — десантная. В народе такое дикое смешение форм метко окрестили «кондуктор». — Военные мемуары. Россия и СССР. Лебедь Александр Иванович — За державу обидно
23 сентября 1991 года, на основании директивы Генерального штаба ВС СССР от 28 августа 1991 года № 314/3/042Ш дивизия возвращена в Воздушно-десантные войска ВС СССР.

#### Участие частей 103-й дивизии в повторном формировании105-й гвардейской воздушно-десантной дивизии
В марте-апреле 1991 года 1179-й гвардейский артиллерийский полк, 609-й отдельный батальон десантного обеспечения и 105-й отдельный зенитно-ракетный дивизион были передислоцированы в Фергану Узбекской ССР для включения в состав 105-й гвардейской воздушно-десантной дивизии второго формирования, которая также должна была включить в свой состав 387-й отдельный учебный парашютно-десантный полк, 35-ю и 56-ю отдельные гвардейские десантно-штурмовые бригады.
Повторное формирование 105-й дивизии прервалось из-за распада СССР.

### Дивизия после Распада СССР

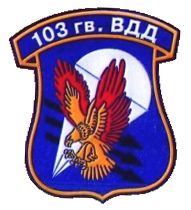
Нарукавный знак для военнослужащих 103-й гв. вдд ВС РБ.
Один из проектов дизайна

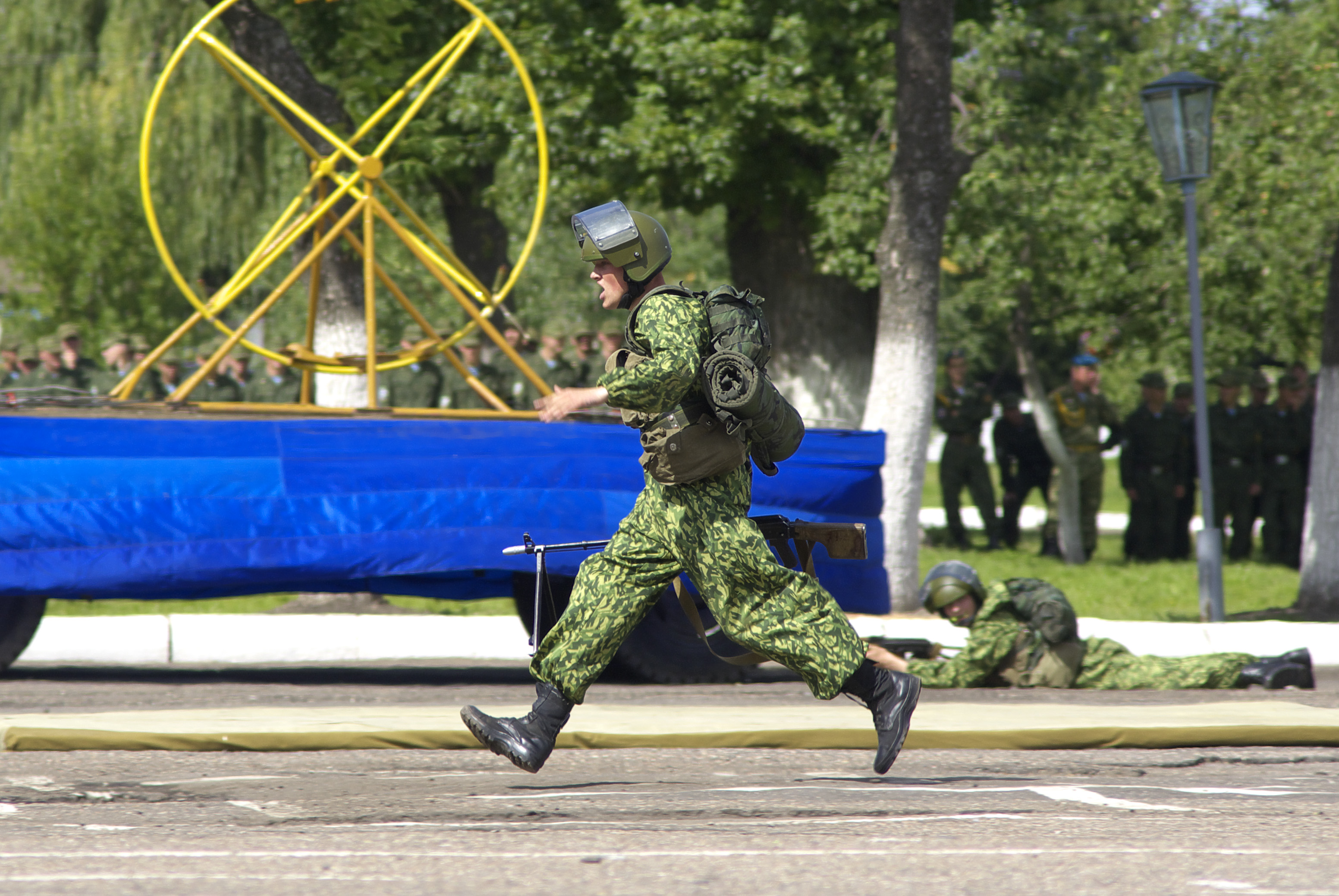
Личный состав 103-й гвардейской отдельной мобильной бригады во время показательного выступления

20 мая 1992 года директивой Министра обороны Республики Беларусь № 5/0251, 103-я гвардейская воздушно-десантная ордена Ленина, Краснознамённая, ордена Кутузова дивизия включена в состав Вооружённых сил Республики Беларусь.
В сентябре 1995 года на базе управления 103-й дивизии было создано Управление Мобильных сил Республики Беларусь преемником которого на данный исторический этап являются Силы специальных операций ВС РБ.
Полки при этом были переформированы в бригады:
- 317-й гв. пдп — 317-я отдельная мобильная бригада
- 350-й гв. пдп — 350-я отдельная мобильная бригада
- 357-й гв. пдп — 357-й отдельный учебный мобильный батальон

В конце 2002 года 317-й отдельной мобильной бригаде Вооружённых сил Белоруссии было передано боевое знамя 103-й дивизии. С этого момента она носит название 103-я отдельная мобильная бригада (бел. 103-я гвардзейская асобная мабільная брыгада)
В 2007 году 103-я отдельная гвардейская мобильная бригада вошла в состав Сил специальных операций ВС РБ.
2 августа 2016 года 103-я отдельная гвардейская мобильная бригада была переименована в 103-ю отдельную гвардейскую воздушно-десантную бригаду.
14 января 2020 года приказом Министра обороны Республики Беларусь бригаде было присвоено наименование по пункту дислокации: 103-я Витебская отдельная гвардейская воздушно-десантная ордена Ленина, Краснознамённая, ордена Кутузова II степени бригада имени 60-летия СССР.

## Список командиров
Неполный список командиров 103-й дивизии
|  | Звание                | Имя                           | Годы      |
|  | --------------------- | ----------------------------- | --------- |
|  | гвардии полковник     | Степанов, Сергей Прохорович   | 1944–1945 |
|  | генерал-майор         | Бочков, Фёдор Фёдорович       | 1945–1948 |
|  | гвардии генерал-майор | Денисенко, Михаил Иванович    | 1948–1949 |
|  | гвардии полковник     | Козлов, Виктор Георгиевич     | 1949–1952 |
|  | генерал-майор         | Попов, Илларион Григорьевич   | 1952–1956 |
|  | генерал-майор         | Аглицкий, Михаил Павлович     | 1956–1959 |
|  | гвардии полковник     | Шкруднев, Дмитрий Григорьевич | 1959–1961 |
|  | гвардии полковник     | Кобзарь, Иван Васильевич      | 1961–1964 |
|  | генерал-майор         | Кашников, Михаил Иванович     | 1964–1968 |
|  | генерал-майор         | Яценко, Александр Иванович    | 1968–1974 |
|  | генерал-майор         | Макаров, Николай Арсеньевич   | 1974–1976 |
|  | генерал-майор         | Рябченко, Иван Фёдорович      | 1976–1981 |
|  | генерал-майор         | Слюсарь, Альберт Евдокимович  | 1981–1984 |
|  | генерал-майор         | Ярыгин, Юрантин Васильевич    | 1984–1985 |
|  | гвардии генерал-майор | Грачёв, Павел Сергеевич       | 1985–1988 |
|  | генерал-майор         | Бочаров, Евгений Михайлович   | 1988–1991 |
|  | гвардии полковник     | Калабухов, Григорий Андреевич | 1991–1992 |